# Charles Harnois
Pour les articles homonymes, voir Harnois (homonymie).
Charles Harnois, dit Mousqueton, né vers 1779, mort le 28 janvier 1799 à Parné-sur-Roc, fut un chouan de la Mayenne durant la Révolution française. 

## Biographie
Il sert sous le drapeau républicain, puis déserte le régiment d'Aunis pour suivre l'armée Vendéenne en 1793. 
Capitaine de paroisse dans la division de Jambe-d'Argent, il est décrit par l'abbé Angot comme « difforme, féroce, et déshonorant la cause qu'il avait embrassée ». Il est ajouté par l'abbé Gaugain « l'effroi de ses camarades mêmes : Les combats, le sang, le carnage étaient pour lui une jouissance, et tuer un bleu un régal », et par Jacques Duchemin des Cépeaux comme un « horrible Quasimodo de la chouannerie, que l'odeur du sang enivrait comme le vin, et qui sabrait les prisonniers à petits coups pour sa réjouissance.. » 
En juillet 1794, il massacre les prisonniers confiés à sa garde, et il fallut la menace du sabre de Jambe-d'Argent pour l'empêcher de mettre le feu à l'église d'Astillé lors de l'Attaque du Poste d'Astillé. 
Il signe la pacification à Bazougers le 7 mai 1795. Après la mort de Jambe-d'Argent, il se livre à des excès tels que Moustache menace plusieurs fois de le fusiller.
D'après les pièces de son procès, il est arrêté le 8 août 1797 à Craon, puis emprisonné à Laval. Il doit rejoindre son régiment qu'il déserte une seconde fois. Repris le 2 mars 1798 à Mayenne et aussitôt incarcéré, il s'évade le 21 avril, mais est ressaisi le même jour et conduit à Brest où était son régiment. Il déserte une troisième fois, et est appréhendé par la suite. Il avoue avoir tué 47 personnes et est incarcéré à Laval, le 12 janvier 1799. 
Les soldats qui le conduisent à la brigade de Meslay-du-Maine le fusillent près de la Bouhourdière à Parné, sous prétexte qu'il voulait s'évader.

## Sources et bibliographie
- « Charles Harnois », dans Alphonse-Victor Angot et Ferdinand Gaugain, Dictionnaire historique, topographique et biographique de la Mayenne, Laval, A. Goupil, 1900-1910 [détail des éditions] (BNF 34106789, présentation en ligne), tomes 2 et 4.